# Grevillea lullfitzii
Grevillea lullfitzii là một loài thực vật có hoa trong họ Quắn hoa. Loài này được McGill. miêu tả khoa học đầu tiên năm 1986.